# Попов, Артём Николаевич
Артём Николаевич Попов (укр. Артем Миколайович Попов, позывной — Биджо; 24 декабря 1986, Лисичанск — 7 января 2023, Подгородное) — украинский военнослужащий, главный сержант, участник российско-украинской войны. Герой Украины (23 августа 2023, посмертно).

## Биография
Родился 24 декабря 1986 года в городе Лисичанск Луганской области. С 2016 года проходил службу в отделении «Золотое» 3-го пограничного отряда. Участвовал в АТО и ООС на востоке Украины.
С начала полномасштабного вторжения России в 2022 году принимал участие в обороне населённых пунктов Святогорск, Богородичное и Кременная.
7 января 2023 года в районе села Подгородное Донецкой области, во время штурмовых действий по восстановлению утраченных позиций, Артём Попов получил смертельные ранения в результате миномётного обстрела.
Похоронен в Днепре.

## Награды
- Звание «Герой Украины» с удостоением ордена «Золотая Звезда» (23 августа 2023, посмертно) — за личное мужество и героизм, проявленные в защите государственного суверенитета и территориальной целостности Украины, верность военной присяге[1].
- Орден Богдана Хмельницкого III степени (15 февраля 2023, посмертно) — за личное мужество и высокий профессионализм, проявленные в защите государственного суверенитета и территориальной целостности Украины, верность военной присяге[2].
- Медаль «Защитнику Отчизны» (22 июля 2022) — за личное мужество и самоотверженные действия, проявленные в защите государственного суверенитета и территориальной целостности Украины, верность военной присяге[3].